# Święty Rażden
Święty Rażden (zm. 457) – chrześcijański męczennik, czczony przez Gruziński Kościół Prawosławny jako pierwszy męczennik gruziński.
Według hagiografii był z pochodzenia Persem, pochodził ze znakomitej rodziny. Należał do dworzan Balunduchty, córki króla perskiego Hormizda III, i ok. 449, po jej ślubie z królem Kartlii Wachtangiem przybył razem z nią na jego dwór. Przyjął chrześcijaństwo, po czym został mianowany dowódców wojsk kartlijskich oraz otrzymał od króla nadania ziemskie.
W czasie wojny persko-kartlijskiej Rażden wyróżnił się odwagą, jednak następnie został wzięty do niewoli. Został postawiony przed królem perskim Perozem I, który bezskutecznie nakłaniał go do wyrzeczenia się chrześcijaństwa. Rażden odmówił i na rozkaz władcy został poddany torturom, pobity i wtrącony do lochu. Został uwolniony po staraniach dworu Kartlii, po złożeniu przysięgi, iż ponownie uda się do Persji. Przyszły święty udał się do Mcchety, tam pożegnał się z bliskimi i wrócił na dwór Peroza I. Ponownie odmówił wyrzeczenia się chrześcijaństwa, za co został przywiązany do krzyża i zabity strzałami. Jego ciało zostało pochowane w tajemnicy przez miejscowych chrześcijan, zaś kilka lat później przeniesione do Nikozi na polecenie króla Wachtanga, i tam pochowane w świątyni. Ten sam władca przyczynił się do rozwoju kultu Rażdena, budując kolejne dwie świątynie ku jego czci.